# ГЕС Орлік
ГЕС Орлік (Orlík) — гідроелектростанція у Чехії на південь від Праги. Входить до складу каскаду на річці Влтава, розташована між ГЕС Ліпно (вище за течією) та Камік. Найпотужніша гідроелектростанція в країні (якщо не враховувати ГАЕС).
Під час спорудження станції, яке тривало з 1954 по 1962 роки, річку перекрили бетонною гравітаційною греблею висотою 91,5 метра та довжиною 450 метрів. Вона утворила найбільше у Чехії водосховище із об'ємом 730 млн м3, яке має площу поверхні 27,3 км2 та створює підпір, що відчувається на ділянці Влтави довжиною 70 км, а також на її притоках Отаві та Лужниці протягом 22 км та 7 км від гирла відповідно.
Машинний зал споруджений біля підніжжя греблі та обладнаний чотирма турбінами типу Френсіс потужністю по 91 МВт, які при напорі у 70,5 метра виробляють 398 млн кВт-год електроенергії на рік. ГЕС може вийти на повну потужність за 128 секунд та керується дистанційно із Штеховіце.
Видача продукції відбувається по ЛЕП, що працює під напругою 220 кВ.